# Point de vue religieux sur la transidentité

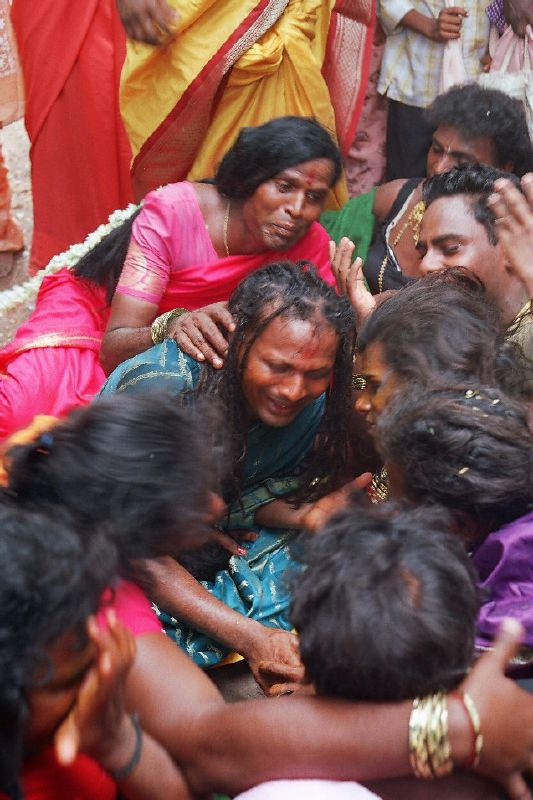
Les personnes transgenres indiennes Hijras, ou Aravanis, se marient rituellement avec le dieu hindou Aravan et pleurent sa mort lors d'un festival de 18 jours à Koovagam, en Inde.

Le point de vue des religions sur la transidentité varie considérablement dans le monde. Certaines religions ou certaines visions intra-religieuses condamnent la variance de genre, tandis que d'autres considèrent sans soucis certaines personnes trans comme des chefs religieux. Au sein d'une même religion ou d'une même confession, les doctrines et les attitudes envers les personnes trans peuvent également être très différentes.

## Religions abrahamiques
La Torah interdit explicitement le travestissement et la détérioration des organes génitaux[source secondaire nécessaire].

### Bahaïsme
Dans le bahaïsme, les personnes transgenres peuvent obtenir la reconnaissance de leur genre si elles ont médicalement transitionné, sous la direction de professionnels médicaux, et si elles ont subi une chirurgie de réattribution sexuelle (CRS). Après la CRS, elles sont considérées comme ayant transitionné, et elles peuvent recevoir un mariage Baha'i. Cette réponse a été fournie en 2002 par la Maison universelle de justice, assemblée chargée de statuer sur les éléments de la foi bahaï. En 1983, cette même assemblée indique qu'aucun texte de la doctrine bahaï ne traite directement de la transidentité, et que la transition de genre est un sujet avant tout médical qui devrait être laissé aux professionnels de la médecine.

### Christianisme
Le 18 décembre 2017, une vingtaine de représentants religieux américains catholiques, luthériens, anglicans, grecs-orthodoxes, presbytériens, baptistes et musulmans mettent en garde contre le changement de sexe dans une lettre ouverte, en déplorant l'affirmation d'une idéologie du genre « néfaste », imposant selon eux « la fausse idée qu’un homme peut devenir une femme, ou vice versa ».

#### Catholicisme

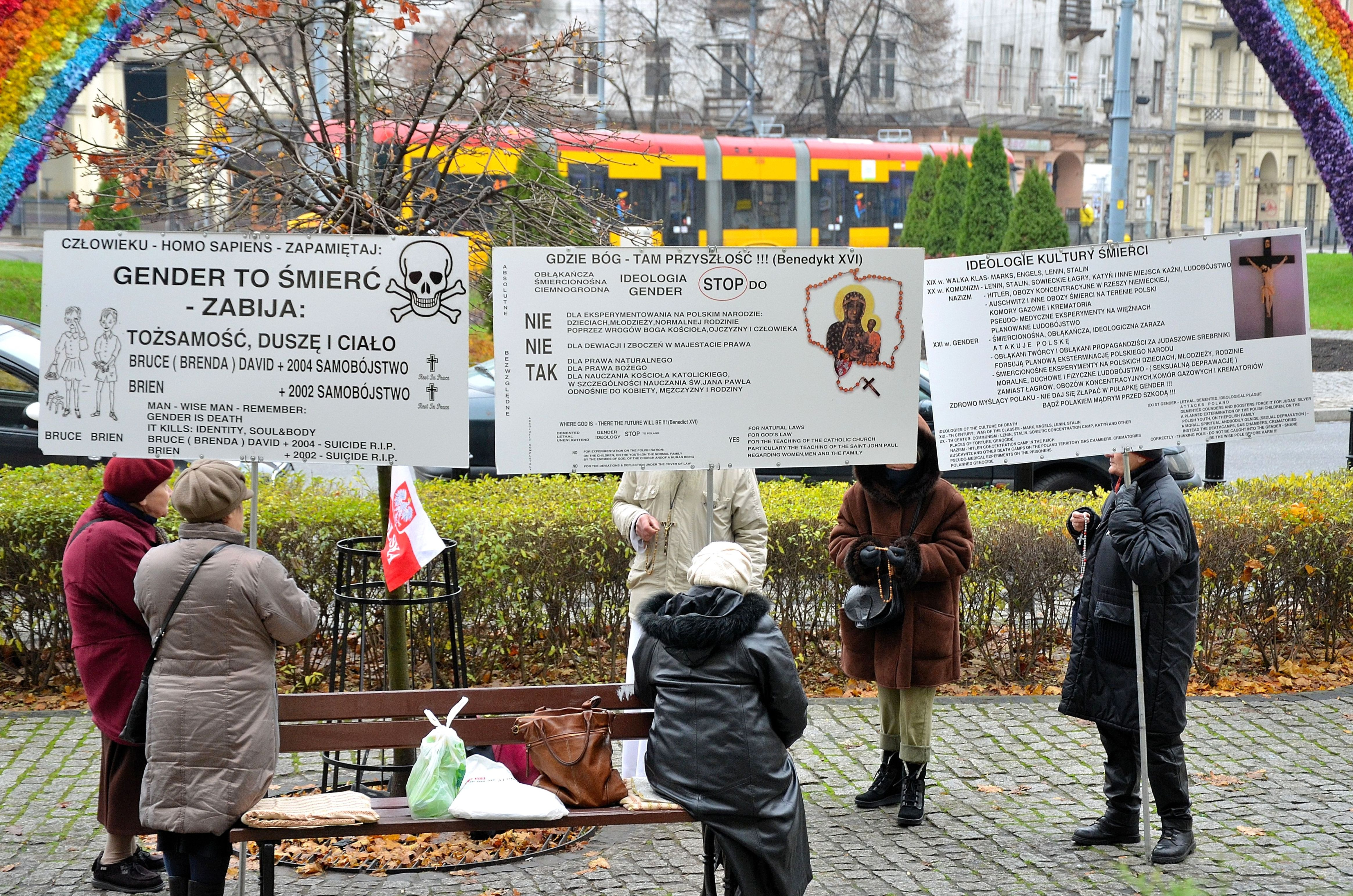
"Le gender, c'est la mort" : manifestation catholique contre « l'idéologie du genre » à Varsovie (Pologne), 20 novembre 2014.

L’Église catholique s'oppose à la transidentité et à la « théorie du genre », tout en défendant l'accueil et l'égale dignité de toutes les personnes. La transidentité est dénoncée par le Vatican comme une négation de la nature sexuée de l'Humain.
Un document publié en 2000 de la Congrégation pour la doctrine de la foi, de l'Église catholique a conclu que les procédures de changement de sexe ne changent pas le sexe d'une personne aux yeux de l'Église. « Le point clé », indiqué dans ce document est que « l'opération chirurgicale transsexuelle est si superficielle et externe que cela ne change pas la personnalité. Si la personne était un homme, il reste un homme. Si elle était une femme, elle reste une femme. ». Le document a aussi conclu que l'opération de « changement de sexe » pourrait être moralement acceptable dans certains cas extrêmes, mais qu'en tout cas les personnes transgenres ne peuvent pas bénéficier d'un mariage valide. 
Le pape Benoît XVI a dénoncé les études de genre, avertissant qu'estomper la distinction entre hommes et femmes pourrait conduire à « l'auto-destruction » de la race humaine. Il a mis en garde contre ce qu'il considère une manipulation, dans les forums nationaux et internationaux lorsque le terme « genre » est modifié. « Ce qui est souvent exprimé et compris par le terme « genre », est définitivement résolu dans l'auto-émancipation de l'Être Humain et du Créateur », a-t-il averti. « L'homme veut créer lui-même, et décider toujours et exclusivement pour son propre sujet et pour ce qui le concerne. » Le pontife a dit que cette humanité était « contre la vérité, contre l'Esprit créateur ». En outre, en 2015, le Vatican a déclaré que les catholiques transgenres ne pouvaient pas devenir parrains, en indiquant, en réponse à la demande d'un homme transgenre, que le statut transgenre « révèle publiquement une attitude opposée à l'impératif moral de résoudre le problème de l'identité sexuelle, selon la vérité de sa propre sexualité » et que « par conséquent, il est évident que cette personne n'a pas la condition requise pour mener une vie dans la foi, et ne peut donc pas être admis au poste de parrain ou de marraine. ». Le 31 octobre 2023, en réponse à une lettre de SE Mgr José Negri, évêque de Santo Amaro au Brésil, concernant la possible participation aux sacrements du baptême et du mariage des personnes transgenre, le dicastère considère:
• le baptême: « un transsexuel - qui a également subi un traitement hormonal et une chirurgie de réassignation de genre - peut recevoir le Baptême, dans les mêmes conditions que les autres croyants, s'il n'y a pas de situations où il y a un risque de scandale public ou de désorientation parmi les fidèles. Dans le cas d'enfants ou d'adolescents ayant des problèmes transsexuels, s'ils sont bien préparés et disposés, ils peuvent recevoir le Baptême »
• Être parrain / marraine :  « sous certaines conditions, un adulte transsexuel ayant également subi un traitement hormonal et une chirurgie de réassignation de genre peut être admis à la fonction de parrain ou de marraine. Toutefois, cette tâche ne constituant pas un droit, la prudence pastorale exige qu'elle ne soit pas permise s'il existe un risque de scandale, de légitimation indue ou de désorientation dans la sphère éducative de la communauté ecclésiale »
• Être témoin pour un mariage: « Rien dans le droit canonique universel actuel n'interdit à une personne transsexuelle d'être témoin à un mariage »,,.
Le Vatican communique dans le document intitulé "Déclaration Dignitas Infinita sur la dignité humaine" en 2024: « Il s’ensuit que toute intervention de changement de sexe risque, en règle générale, de menacer la dignité unique qu’une personne a reçue dès le moment de la conception. Cela n’exclut pas la possibilité qu’une personne présentant des anomalies génitales qui sont déjà évidentes à la naissance ou qui se développent plus tard, choisisse de recevoir une assistance médicale afin de résoudre ces anomalies ».
Les catholiques, cependant, tiennent une variété de positions concernant les questions transgenres. Le théologien James Whitehead, a, par exemple, dit : « le type de transition dont les personnes trans parlent est très semblable au chemin de foi à travers l'obscurité et le désert que les personnes font depuis des milliers d'années ».
Les évêques catholiques français adoptent en 2020 la suppression des références au sexe des parents sur les formulaires de registre de baptême des enfants afin d’éviter les accusations de « discrimination ». Le Conseil de la Conférence épiscopale française pour les questions canoniques rappelle que selon le droit canon, le prêtre ne peut pas refuser les sacrements aux personnes qui les demandent à temps et que les enfants ne peuvent pas être tenus responsables de la situation de leurs parents. La nouvelle mouture du document d’enregistrement du baptême prévoira les noms et prénoms des parents ou autres titulaires de l’autorité parentale afin de prendre en considération la situation familiale, sans porter de jugement moral à ce sujet. Des désaccords apparaissent dans l'Église s'agissant des couples homosexuels ou en présence de personnes transgenres,,.
La Conférence épiscopale américaine (USCCB) adresse une lettre aux députés et sénateurs Américains afin de porter à leur connaissance leurs grandes réserves au sujet  de la loi sur l’égalité de février 2021. En particulier, la reconnaissance par la loi de l’orientation et de l’identité sexuelles serait discriminatoire car les personnes de foi cisgenres devraient accepter de partager les vestiaires et les douches avec des femmes trans, les médecins de pratiquer des opérations de transition de genre. Les associations opposés à la redéfinition du mariage seraient également « condamnées » par elle. Donald DeGrood, évêque de Sioux Falls, dans le Dakota du Sud, ordonne de ne pas donner la communion aux personnes trans ou en cours de transition.
Une école de commerce financée par les Jésuites accepte en 2022 des personnes trans en Inde dans la province du Chennai. Une religieuse originaire du Salvador membre de la congrégation de la Société du Divin Sauveur âgée de 39 ans, est présente depuis plusieurs années auprès des personnes trans de la région du Andhra Pradesh en Inde. Sa thèse de doctorat porte sur ce thème. Elle relève: « Le Christ est toujours aux côtés des marginaux et des exclus de la société: les pécheurs, les publicains, les prostituées, les intouchables, les pauvres ».

#### Églises protestantes
La diversité d'approche est importante au sein des églises protestantes. Les évangéliques ont en général des positions conservatrices sur la question de l'inclusion des personnes LGBT tandis que les églises multitudinistes ou libérales leur sont souvent ouvertes.

##### Baptisme
En 2006, Albert Mohler, alors président du Southern Baptist Theological Seminary, a dit : « Seul Dieu a le droit de déterminer le genre », ajoutant « toute tentative de modifier cette création est un acte de rébellion envers Dieu. »,. Il a aussi établi : « les chrétiens sont obligés de trouver nos définitions dans la Bible. Ce que les militants veulent appeler 'chirurgie de réattribution sexuelle' doit être vu comme une forme de mutilation corporelle plutôt que comme une correction du genre. Les chromosomes continueront à raconter cette histoire... le genre n'est pas sous notre contrôle après tout. Quand une rébellion morale de la nation se résume à ce niveau de confusion, nous sommes déjà en grande difficulté. Une société qui ne peut pas distinguer les hommes et les femmes n'est pas susceptible de trouver une clarté morale dans tout autre domaine de la vie ». En 2014, la Southern Baptist Convention a approuvé une résolution lors d'une rencontre annuelle, établissant que : « le dessein de Dieu a été la création de deux sexes distincts et complémentaires, homme et femme » et que : « l'identité de genre est déterminé par le sexe biologique, non par la perception de soi-même ». En outre, la résolution oppose un traitement hormonal, des soins relatifs à la transition, et tout ce qui serait en lien avec « la modification de son identité corporelle », ainsi que les efforts du gouvernement opposés à « valider l'identité transgenre comme moralement louable ». Au lieu de cela, la résolution demande aux personnes transgenres d' « avoir confiance dans le Christ et de faire l'expérience du renouveau dans l'Evangile ».
En 2020, une pasteur baptiste de la province de l'Ontario au Canada est démise de ses fonctions par sa communauté après son coming out.

##### Autres églises protestantes

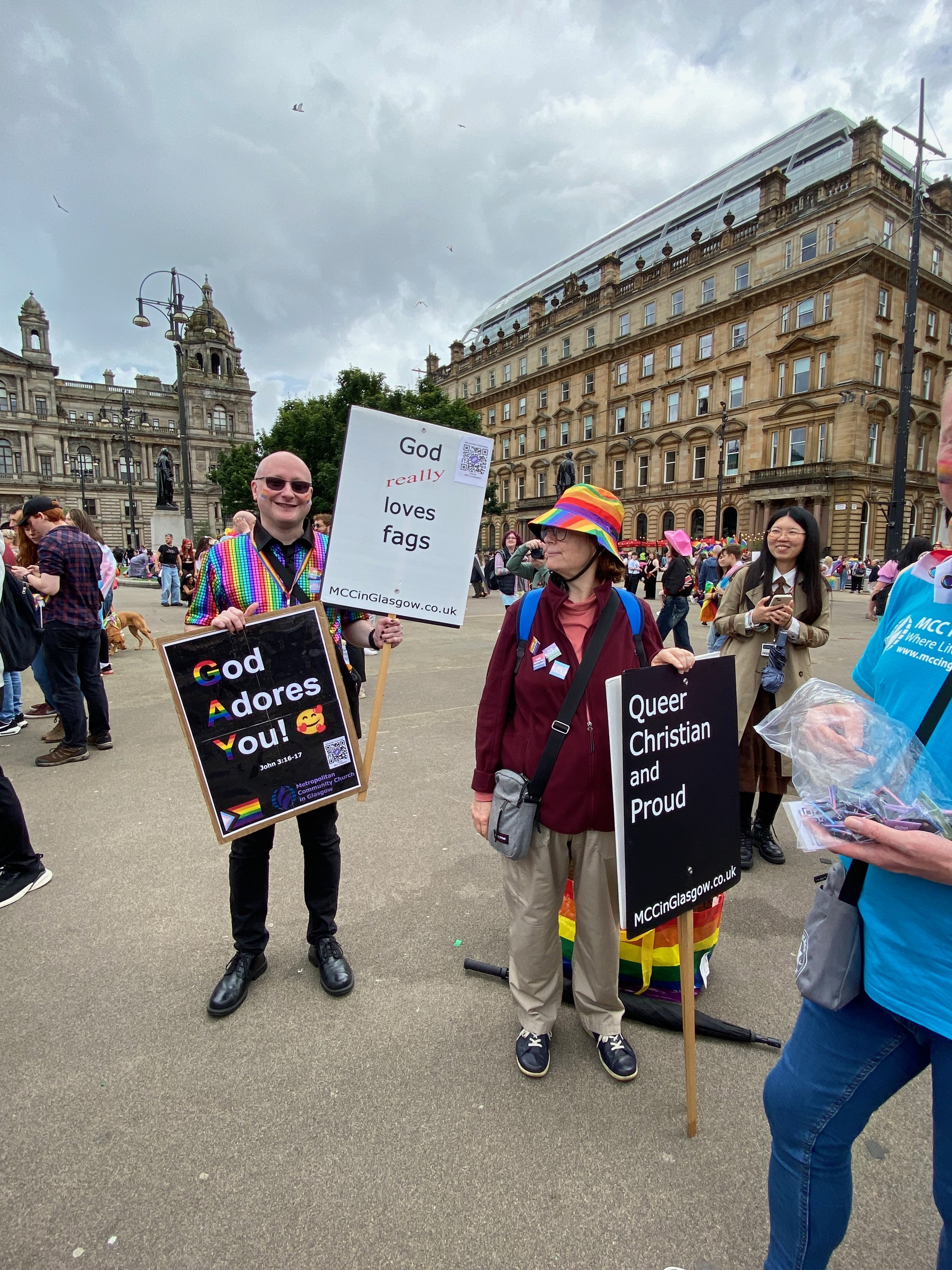
Une personne portant des pancartes « Queer chrétienne et fière » à la Marche des fiertés de Glasgow 2023.

Certaines confessions protestantes acceptent les personnes transgenres en tant que membres et clergé. L'Universalisme unitarien, une religion libérale ayant des racines dans le christianisme libéral, est devenu la première dénomination à accepter les personnes ouvertement transgenres comme membres à part entière avec admissibilité à devenir membres du clergé (en 1979). C'est également la première à ouvrir un bureau pour les préoccupations bisexuelles, gay, lesbiennes, et transgenres (Office of Bisexual, Gay, Lesbian, and Transgender Concerns) en 1973,. En 1988, la première personne ouvertement transgenre a été ordonnée par la Unitarian Universalist Association. En 2002, le Rev. Sean Dennison est devenu la première personne ouvertement transgenre au ministère du Unitarian Universalist, appelé à servir une congrégation, il fut appelé à la South Valley UU Society, dans le Salt Lake City. En 2003, le synode général de l'Église unie du Christ a appelé à plus d'inclusion des personnes transgenres. En 2005, Sarah Jones est devenue la première personne ouvertement transgenre à être ordonnée par l'Église d'Angleterre comme prètre,,. Rachel Mann, révérente trans de l'Église Anglicane et ancienne musicienne de hard-rock, défend aujourd'hui pleinement les droits des LGBT et est la première archidiacre anglicane. Elles sont deux femmes trans à être prêtre. En 2008, le Conseil de la magistrature de la United Methodist Church a jugé que le pasteur ouvertement transgenre Drew Phoenix pourrait garder son poste. Lors de la conférence de l'UMC General Conference, la même année, plusieurs pétitions voulaient interdire le clergé transgenre et ajouter un langage anti-transgenre au livre de disciplines, mais elles ont été rejetées. En 2012, l'église épiscopale aux États-Unis, a approuvé un changement dans leurs critères pour la non-discrimination et l'inclusion de l'identité de genre et de son expression. En 2013, Shannon Kearns est devenu la première personne ouvertement transgenre ordonnée à la North American Old Catholic Church. Il a été ordonné à Minneapolis. En 2014, Megan Rohrer est devenu la première leader de la congrégation luthérienne ouvertement transgenre (plus précisément, la Grace Evangelical Lutheran Church de San Francisco). Elle devient en mai 2021 la première évêque trans de  l'Église évangélique luthérienne américaine lors du synode de la Sierra Pacifique. Elle quitte ses fonctions en juin 2022. Les Mormons désapprouvent le changement médical de genre. Il ne permet pas d'accéder au temple. En revanche, le changement social de genre des adultes (appellation, prénom, apparence vestimentaire) ou la transidentité pour les enfants sont acceptés.
L’Église anglicane d’Angleterre indique vouloir favoriser l’accueil des personnes transgenre en son sein et vouloir encourager les cérémonies de transition. Cette décision a été adoptée par la Chambre des Évêques lors d'un synode général en 2017. L'Église nationale luthérienne de Suède en 2021, dans une lettre ouverte intitulée « Lettre personnelle à vous qui êtes trans », s'indigne « des normes de genre étroites ». Elle débute par ces phrases: « une église est composée de personnes. Les gens sont différents. Nous avons des confirmés, des employés, des marguilliers, des élus, des organismes sans but lucratif et d’autres paroissiens qui se définissent comme des personnes trans. L’église se compose également de personnes trans. Par conséquent, l’église pourrait être décrite comme trans ». En 2022, la pasteur aumônière militaire suisse est une femme trans. Sa transition a été validée précédemment auprès de l'État civil.
En France, en Belgique et en Suisse, un mouvement se développe au sein des églises protestantes pour l'inclusion totale de l'ensemble des personnes LGBTTQQI2SA (lesbienne, gay, bisexuel/.le, transgenre, transsexuel/.le, se posant des questions, queer, intersexe, à genre variable, et enfin allié/.es) soutenant le combat pour l’inclusion. L'association Carrefour des Chrétiens inclusifs (CCI) soutient ce mouvement et cite plusieurs "lieux protestants" en France, Belgique et Suisse dont des paroisses de l’Église protestante unie de France qui pratiquent l'inclusion totale des LGBT, dont les personnes transgenres.
Au [Quoi ?]Pakistan à Djakarta, un pasteur ouvre les portes de son église à des femmes trans afin de leur apporter du réconfort dans un État où elles sont persécutées.

#### Église orthodoxe
En 2013, lors de la Journée mondiale contre l'homophobie, la transphobie et la biphobie des milliers de manifestants et de membres du clergé orthodoxe de Georgie organisent une contre-manifestation violente[source secondaire souhaitée]. Un homme trans âgé de 19 ans est baptisé par l'Église orthodoxe du Monténégro dans une église de la capitale Podgorica avec le consentement de l’archevêque de l’Église orthodoxe serbe en 2019

### Islam
Dans l'Islam, le terme mukhannathun est utilisé pour décrire les personnes dont le genre varie. Ni ce terme, ni l'équivalent « eunuque » ne se trouvent dans le Coran, mais le terme apparait dans un Hadîth, la parole de Mahomet, qui a un statut secondaire au texte central. Dans l'Islam, il existe une tradition sur l'élaboration et le perfectionnement des doctrines religieuses étendues par l'étude.

Selon le célèbre savant et collecteur de hadith Al-Nawawi : 

« Un mukhannath est une personne (« homme ») qui a, dans ses mouvements, son apparence, et son langage, des caractéristiques d'une femme. Il existe deux types ; le premier est celui en qui ces caractéristiques sont innées, il ne les a pas mis sur pied lui-même ; celui-ci est sans culpabilité, sans blâme et sans honte, tant qu'il ne fonctionne pas ainsi pour des actes illégaux ou exploiter pour de l'argent (prostitution, etc.). Le second type agit comme une femme à des fins immorales : il est pêcheur et blâmable. »

L'Iran effectue plus d'opérations de changement de sexe que tout autre pays dans le monde après la Thaïlande. Ces opérations sont perçues comme des « remèdes » supposés à l'homosexualité, qui est passible de la peine de mort en vertu de la loi iranienne. Le gouvernement fournit même jusqu'à la moitié du coût pour ceux qui ont besoin d'aide financière, et le changement de sexe est reconnu sur le certificat de naissance.
Dans le sunnisme, l'un des premiers avis juridiques contemporains sur les opérations de changement de sexe émane du grand mufti d'Égypte, Gad al-Haq, qui les interdit explicitement dans une réponse à une question du Centre malaisien de recherche islamique en 1981. 
En 2016, une fatwa a été introduite par 34 oulémas locaux du Pakistan relative aux personnes hijra, qui peuvent se marier de façon hétérosexuelle si elles sont identifiées comme ayant « un corps d'homme ou de femme », à l'aide d'un test médical. Les musulmans britanniques organisent pour la première fois au monde un événement gay et transgenre musulman à Londres le 11 avril 2020. Des conférences-débats, des films et une exposition sur l’histoire des musulmans et des transgenres musulmans sont au programme.
Dans la province d’Aceh en Indonésie, où est appliquée la loi islamique, beaucoup sont convaincus que la transidentité peut être soignée comme une maladie par le biais d'un exorcisme. Ainsi en est-il d'Andin, harcelée pendant 20 ans par sa famille (à vérifier).
L'école coranique DQTL Madrassa destinée aux personnes trans-identitaires ouvre ses portes dans la ville de Dhaka, capitale du Bangladesh, en novembre 2020. A peu près 1,5 million de personnes se considèrent trans-identitaires dans ce pays,.
En Malaisie, l'identité pengkid (ms) au sein de la communauté musulmane est décriée par les fondamentalistes.
Le statut de mukhannathun dans l'Islam a été partiellement fondé sur l'incapacité à avoir des relations sexuelles avec pénétration avec des femmes, que ce soit par inclination ou en raison d'interventions anatomiques.

### Judaïsme
Le terme saris, généralement traduit par « eunuque » apparaît 45 fois dans le Tanakh. Il fait souvent référence à une personne de confiance, la personne ayant une variance de genre ayant reçu une délégation d'autorité par une personne puissante. Il est difficile de savoir si la plupart de ces personnes étaient réellement castrées. Dans Ésaïe 56, Dieu promet aux eunuques qui font le Sabbat et qui maintiennent leur engagement qu'Il construira un monument dans les cieux pour eux, particulièrement agréable.
Le judaïsme orthodoxe affirme, dans les versets du livre de la Genèse, que le sexe/genre est une catégorie innée et éternelle. Les opérations de changement de sexe impliquant le prélèvement d'organes génitaux sont interdites, sur la base de la prohibition plus générale suivante : « tout ce qui est mutilé, écrasé, déchiré ou coupé » (Lev. 22:24). Une interdiction supplémentaire est inscrite dans le Deut. 22:5 : le transvestissement est proscrit, ainsi que toute action identifiée comme appartenant au sexe opposé, ce qui pourrait être applicable à une opération de transformation des caractéristiques sexuelles. Néanmoins, certaines autorités orthodoxes reconnaissent l'efficacité de la chirurgie de réassignation sexuelle pour changer la désignation du sexe halakhique. En 2007, Joy Ladin est devenue la première professeure ouvertement transgenre d'une institution orthodoxe (Stern College for Women à Manhattan),. En 2015, Abby Stein est la première femme transgenre du monde hassidique.
Le judaïsme conservateur a des points de vue flous concernant les personnes trans. En 2003, le comité sur la Loi et les Standards Juifs a approuvé la loi rabbinique qui stipule que la chirurgie de réattribution sexuelle (CRS) est permise en tant que traitement de la dysphorie de genre, et que le statut sexuel des personnes transgenres est changé par la CRS, en vertu de la loi juive. Il n'existe pas encore de rabbin ouvertement transgenre, ou d'élève rabbinique affilié au judaïsme conservateur. Mais le Jewish Theological Seminary of America, l'une des trois écoles du mouvement conservateur, admet ouvertement les étudiants de toutes orientations sexuelles et identités de genre pour la formation rabbinique. En outre, Emily Aviva Kapor, qui avait été ordonnée à titre privé, par un rabbin « Conservadox » en 2005, a commencé à vivre en tant que femme en 2012. Elle est ainsi devenue la première femme rabbin ouvertement transgenre, dans tout le judaïsme. En 2016, l'Assemblée rabbinique, qui est l'association internationale des rabbins conservateurs, a adopté une « résolution affirmant les droits des personnes transgenres et des personnes de genre non-conforme »,,.
Le Judaïsme réformé a exprimé des opinions positives sur les personnes transgenres. La Conférence centrale des rabbins d'Amérique du Judaisme Réformé a d'abord abordé la question des personnes juives transgenres en 1978. Cette année correspond à la première année où il a été permis, à une personne qui avait réalisé la chirurgie de réattribution sexuelle (CRS), d'être mariée selon la tradition juive,. En 1990, la Conférence centrale des rabbins américains a déclaré que les personnes ayant réalisé la chirurgie de réattribution sexuelle devaient se convertir au judaïsme. En 2002, au séminaire Réformé du Hebrew Union College-Jewish Institute of Religion, à New York, la Rabbin Margaret Wenig a organisé le premier séminaire de l'école rabbinique abordant les questions psychologiques, juridiques, religieuses qui affectent les personnes qui sont transgenres ou intersexes.

En 2003, Reuben Zellman est devenu la première personne ouvertement transgenre à être acceptée à Hebrew Union College-Jewish Institute of Religion ; il y est ordonné depuis 2010,,. Également, en 2013, l'Union pour le judaïsme réformé a rétroactivement appliqué sa politique pro-droits gay et lesbiens aux communautés transgenres et bisexuelles, publiant une résolution intitulée : « Soutien pour l'inclusion et l'acceptation des communautés transgenres et bisexuelles »,. En outre, en 2003, les Femmes du Judaïsme Réformé ont publié une déclaration en soutien des droits humains et civils, et des luttes des personnes transgenres et bisexuelles, en disant : 
« Les femmes du Judaïsme Réformé, par conséquent, appellent à la protection des droits civils de toutes les formes de discrimination envers les personnes bisexuelles et transgenres; et demandent instamment que cette législation permette aux personnes transgenres d'être vues, par la loi, selon le genre auquel elles s'identifient, et demandent à d'autres communautés similaires d'entreprendre des programmes d'informations au sujet des communautés transgenres et bisexuelles ».
En 2006, Elliot Kukla qui avait réalisé son coming out en tant que transgenre six mois avant son ordination, est devenue la première personne ouvertement transgenre à être ordonnée par le Hebrew Union College-Jewish Institute of Religion.
En 2007, l'Union pour le judaïsme réformé a publié une nouvelle édition de Kulanu, leur manuel d'informations pour l'inclusion gay, lesbien, bisexuel et transgenre, qui incluait, pour la première fois, une bénédiction pour sanctifier le processus de changement de sexe. Ce fut écrit par Elliot Kukla, à la demande d'un de ses amis qui était transgenre. Aussi, en 2007, David Saperstein du Religious Action Center of Reform Judaism, a appelé à une plus grande inclusion trans dans l'emploi. En 2015, l'Union pour le judaïsme réformé a adopté une « résolution pour les droits des personnes transgenres et les personnes de genre non conforme » avec 9 points appelant à la sécurisation et la défense des droits des personnes transgenres et de genre non conforme à un traitement respectueux et équitable, en affirmant son engagement dans la poursuite de ceci,.

En 2013, l'Association rabbinique reconstructionniste publie une résolution, en déclarant notamment :
« Par conséquent, il est décidé que la RRA (Reconstructionist Rabbinical Association) charge son directeur exécutif et son conseil d'administration d'aller de l'avant, en coopération avec le RRC (Reconstructionist Rabbinical College) et toutes les entités associées pertinentes, pour éduquer les membres de la RRA sur les questions d'identité de genre, d'exhorter le mouvement reconstructionniste à éduquer de la même manière ses membres et à adopter des politiques qui feront tout ce qui est possible pour offrir des opportunités d'emploi complètes aux rabbins transgenres et non-conformes au genre, et d'explorer comment le mouvement reconstructionniste peut influencer au mieux le monde juif et non-juif dans son ensemble pour qu'il soit accueillant et inclusif de toutes les personnes, quelle que soit leur identité de genre. ».
En 1998, après avoir gagné l'Eurovision, un important débat religieux s'est tenu quant à savoir si, et comment, Dana International (une femme transgenre) devrait prier dans une synagogue. Une autorité rabbinique a conclu que Dana devrait être comptée, dans un minian, comme un homme, mais qu'elle ne pourrait pas chanter face à la communauté, car elle était aussi une femme, selon le rabbin, ce qui serait contraire à la règle orthodoxe de kol isha.
Plusieurs groupes de confession non-juive ont fourni des ressources pour les personnes trans. Hillel International  a publié un LGBTQ Resource Guide en 2007. Le Jewish Mosaic a publié des interprétations de textes juifs qui affirment les identités transgenres. Keshet, un groupe juif de défense des droits LGBT, aide les écoles américaines juives à bien accueillir les élèves transgenres. Pour le parti Parti sioniste religieux d'Israël, un enfant trans ne saurait recevoir une instruction dans une école religieuse. Une enseignante trans d'une école religieuse de New York est contrainte à la démission. Une femme Américaine trans rabbin à Providence dans le Rhode Island annonce volontairement son identité de genre à sa congrégation conservatrice en décembre 2019. Une ferme agricole de Caroline du Nord accueille depuis 2019 de jeunes juifs en réflexion sur leur genre dans le cadre de formations de plusieurs semaines,. En 2023, une yechiva queer publie des analyses juridiques destinées aux personnes trans.

## Religions dharmiques

### Hindouisme
La traditionnelle religion du continent indien, l'hindouisme, a, depuis longtemps, une identité historiquement robuste pour la variance de genre qui fonctionne comme une sorte de caste. Le terme général est Hijra, mais différentes régions, avec des dialectes complètement différents, ont d'autres termes pour les cas plus ou moins semblables, avec certains détails pouvant varier. Par exemple, une autre caste qui fonctionne de la même manière est Arvani. Ces castes ont généralement un très faible statut, et elles sont considérées comme une tragédie pour un enfant qui s'y soumet. Dans certaines régions d'Inde, ces castes ont un statut juridique particulier, de sorte que leurs membres sont les seules personnes de la population qui peuvent légalement se livrer à la prostitution -et elles sont, dans un certain sens, prévues pour gagner leur vie de cette façon.
La philosophie hindoue contient le concept du troisième sexe (tritiya-prakriti, littéralement : « troisième nature »). Cette catégorie comprend un large éventail de personnes de nature féminine, parmi elles : les homosexuelles, les personnes trans, les bisexuelles, les hommes intersexes. De telles personnes ne sont pas considérées dans l’Hindou traditionnel comme appartenant complètement à un sexe particulier, mais plutôt comme étant une combinaison des deux. Elles sont désignées comme troisième sexe de nature (par la naissance) et ne se comportaient pas comme des hommes ou des femmes ordinaires. Ces personnes ont souvent gardé leurs propres sociétés ou des quartiers de la ville, effectué des professions spécifiques (masseurs, fleuristes, domestiques, etc.) et ont généralement reçu des attributions de semi-divin. Leur participation dans les cérémonies religieuses, spécialement comme danseuses travesties et amatrices de certains temples est considérée comme néfaste dans l'hindouisme traditionnel. Certains hindous pensent que les personnes troisième sexe ont des pouvoirs spéciaux leur permettant de bénir ou maudire les autres. Cependant, ces croyances ne sont pas respectées dans toutes les divisions de l'hindouisme. Dans l'hindouisme, la création universelle est honorée comme infiniment diversifiée et la reconnaissance du troisième sexe est tout simplement un autre aspect de cette compréhension.
Au Rajasthan un groupe de 20 trans participe financièrement à la construction d'un temple Ram à Ayodhya.

### Bouddhisme
La plupart des textes bouddhistes ne distinguent pas les relations sexuelles des personnes de mêmes sexes des relations hétérosexuelles, les deux étant perçues comme non propices à la croissance spirituelle.
Dans le bouddhisme en Thaïlande, être kathoey (terme générique recouvrant la gamme allant de la transidentité à l'homosexualité masculine) est considéré comme faisant partie de son karma si c'est la situation d'une personne. La réponse est la « pitié » plutôt que le « blâme ». Les kathoeys sont généralement perçus comme non susceptibles de former des relations durables avec les hommes, et l'explication laïque de leur karma est qu'ils travaillent sur les dettes de comportement d'adultère dans les vies passées. Dans le passé, ils ont perturbé les mariages, et maintenant, ils sont condamnés à ne jamais se marier.
En Thaïlande, les kathoey ne sont toujours pas autorisés à devenir juridiquement femmes ou à épouser un homme. Le mariage homosexuel n'est pas possible en Thaïlande cependant, les femmes transgenres peuvent se marier avec leur partenaire européen dans le pays de ce dernier, si la législation le permet.
Dans le bouddhisme theravāda, les moines font vœu de célibat, et l'auto-contrôle sur les pulsions sexuelles est idéalisé dans le cadre du chemin vers le nirvana. Dans les années 1980, en réponse à la prise de conscience croissante de la crise du SIDA, certains auteurs bouddhistes ont puisé dans les enseignements bouddhistes pour faire valoir que le comportement homosexuel était anormal et contraire à l'éthique, et ont démontré un manque de maîtrise de soi. Cependant, d'autres érudits bouddhistes ont fait valoir que la dette karmique accumule seulement concernant l'immoralité hétérosexuelle, où les notions patriarcales de la propriété masculine sur la sexualité féminine sont perturbées (par exemple, avoir des relations sexuelles avant le mariage est un « vol de virginité » d'un homme, par rapport au père de la femme. Selon ce point de vue, les difficultés et la douleur des vies de genres variant font partie de cette dette qui est « payée » dans la vie ultérieure, suivant une « dette karmique additionnelle ».

## Dans les croyances populaires du Japon
Au Japon, les divinités présentes dans la mythologie et les croyances populaires sont parfois associés à l’homosexualité, ou bien à la variabilités du genre, cela inclut notamment : les shirabyōshi, divinités féminines ou transgenres représentées comme mi-humaines mi-serpents. Ces dernières sont associées aux prêtresses (巫女, miko), occasionnellement transgenres, réalisant des danses traditionnelles dans les habits d'hommes, Ōyamakui no kami, un Yama-no-kami, divinité protectrice de l'industrie et la procréation (notamment associé au sanctuaire Hie) est une figure transgenre ; Inari, divinité de l'agriculture et du riz, fut représentée dans dans différents genres selon la divinité qu’elle incarne ; les représentations les plus fréquentes étant celles d’un vieux fermier portant du riz ou d’une jeune femme apportant de la nourriture, désignés respectivement sous le nom d’uka-no-Mitama ou d’Uga-no-Mitama.  Par l’intermédiaire du bouddhisme, la période Édo verra la représentation d’Inari sous la forme d’une dakini-ten, divinité tantôt féminine, mais parfois androgyne. Le renard, messager d’Inari, également intégré par le bouddhisme, est également réputé capable de changer de genre lorsque celui-ci se métamorphose pour tromper les humains, allant jusqu’à avoir des relations sexuelles avec eux. La croyance populaire disait que toute femme rencontrée seule, surtout au crépuscule ou dans la nuit, pouvait être un renard. 

## Confucianisme
Une question sur laquelle le confucianisme est tout à fait clair est l'importance de la piété filiale, avec une tradition d'accompagnement de la vénération des morts. Les personnes sont supposées respecter et obéir à leurs parents, se marier, et avoir des enfants qui étendent leur lignée familiale. Les personnes ayant une variance de genre qui sont physiquement capables seront généralement encouragés à entrer dans une relation conjugale, avoir des enfants, et être discret concernant toute autre relation (par exemple, des partenaires homosexuels), si cela est absolument nécessaire.

## Religions chinoises
Les eunuques, personnes corporellement homme, castrées pour des services royaux, existaient en Chine à partir de 1700 av J.C, jusqu'en 1924 ap J.C.. Ce rôle social a une longue histoire, avec une communauté continue, et un rôle largement public. Avant d'être castré, il a été demandé à l'eunuque chinois s'il « ne regretterait jamais d'être castré » ; si la réponse était « non », la chirurgie avait lieu. Le statut historique des eunuques chinois était un curieux mélange d'extrême faiblesse et de grande puissance L'attrait du pouvoir et de l'influence était parfois présenté comme motif décisionnel pour devenir un eunuque. Il a été spéculé que les monarques chinois faisaient confiance à leurs eunuques en raison de leur incapacité à avoir des enfants, les laissant sans motivation à recherche le pouvoir ou la richesse. On ne sait pas dans quelle mesure les eunuques étaient transgenres ou d'un genre variant, mais leur histoire est importante dans la culture chinoise pour ses vues sur les personnes transgenres.

## Religions africaines
Les Akan du Ghana ont un panthéon de dieux qui comprend des personnifications de corps célestes. Ces personnifications représentent des divinités androgynes et transgenres, et comprennent Abrao (Jupiter), Aku (Mercure) et Awo (la Lune). Le mythe de la création des Shona au Zimbabwe fait intervenir un Dieu androgyne nommé Mwari. En Afrique de l'Ouest, Les Dogon ont également un mythe créateur faisant intervenir le Dieu Amma, qui crée un couple de jumeaux hermaphrodites qui engendrent le reste de l'humanité.

## Aborigènes australiens
Le Serpent arc-en-ciel Ungud a été décrit comme androgyne. Les chamans identifient leur pénis en érection à Ungud, et son androgynie inspire certains à subir une subincision pénienne cérémonielle. Angamunggi est un autre Serpent arc-en-ciel, vénéré comme un « donneur de vie ».
D'autres mythologies australiennes incluent Labarindja, femmes sauvages à la peau bleue ou « femmes démons » avec les cheveux de la couleur de la fumée. Les histoires à leur sujet les montrent complètement indifférentes aux relations romantiques ou sexuelles avec les hommes, et tout homme forçant son attention sur elles pourraient mourir, en raison de la « magie du mal dans leur vagin ». Elles sont parfois dépeintes comme gynandres ou intersexes, ayant à la fois un pénis et un vagin. Ceci est représenté rituellement par le fait de jouer des rôles masculins, en ayant des vêtements de femmes.

## Îles du Pacifique
Le troisième genre, ou genre variant, sont des intermédiaires spirituels qui se trouvent dans de nombreuses cultures insulaires du Pacifique, notamment dans le bajasa de l'Est, le peuple Toradja de Sulawesi, les bantut des personnes Tausūg du sud des Philippines, et le bayoguin des Philippines chrétiennes. Ces chamans sont généralement biologiquement hommes, mais ils présentent une apparence et des comportements féminins, et ils sont souvent enclins à l'homo-érotisme,,. Les Philippines pré-chrétiennes avaient une religion polythéiste qui comprenait les dieux hermaphrodites Bathala et Malyari, dont les noms signifient respectivement : « homme dans une femme » et « puissant » ; ces dieux sont adorés par les bayagoins,.
La langue big nambas de Vanuatu a le concept, approuvé divinement, de relations homoérotiques entre hommes ; le partenaire le plus âgé est appelé « dubut ». Ce nom est dérivé du mot signifiant requin, se référant au dieu créateur hybride requin-humain Qat.
Parmi leur panthéon de divinités, les personnes ngajues de Borneo vouent un culte à Mahatala-Jata, un dieu androgyne. La partie homme de ce dieu est Mahatala, qui règne sur le Monde Supérieur, et qui est représenté comme un bucerotidae vivant au-dessus des nuages, sur un sommet de la montagne ; la partie femme est Jata, qui gouverne le monde souterrain sous la mer, sous la forme d'un serpent d'eau. Ces deux manifestations sont liées par un pont incrusté de pierres précieuses que l'on voit dans le monde physique comme un arc-en-ciel. Mahatala-Jata est servi par « balian », femme hiérodule, et « basir», chaman transgenre métaphoriquement décrit comme « des serpents d'eau qui sont, dans le même temps, des bucerotidaes ».
Semblable aux chamans transgenres, le manang bali (qui signifie littéralement un chaman transformé d'homme en femme), a été trouvé en Borneo, comme en Sarawak. Le Manang bali est le troisième et le plus haut degré de chamanisme après l'accomplissement du second degré de manang mansau, « cooked chaman », et le premier degré de manang mataq, « uncooked chaman ». La cérémonie d'initiation pour devenir un manang bali est appelée : «Manang bangun manang enjun« qui peut être littéralement traduite comme le chaman Awakened, shaken chaman. Après cette cérémonie, un manang bali se vêtit et agit comme les femmes, et a des relations homoérotiques. Ce qui les rend à la fois ridicules et respectés comme un intermédiaire spirituel. Les garçons destinés à devenir manang bali doivent d'abord rêver de devenir une femme, et aussi d'être convoqué par le dieu de la médecine Menjaya Raja Manang, ou la déesse Ini Inee ou Ini Andan, qui sont considérées comme des guérisseuses, et le dieu de la justice,.

## Religion néopaïenne
Dans la plupart des branches de Wicca, le statut « trans » ou « cisgenre » d'une personne n'est pas considéré comme problématique. Les personnes transgenres sont généralement des personnes magiques, selon Karla McLaren, dans son guide d'étude Energetic Boundaries. Les personnes transgenres sont presque toujours les bienvenues dans les différentes communautés, groupes et cercles d'étude. Beaucoup de personnes transgenres étaient initialement attirées par le paganisme moderne, de par cette inclusion.
Cependant, il y a quelques groupes néopaïens qui n'accueillent pas les personnes trans. Dans certains cas, cela est dû à l'accent mis sur l'union des hommes et des femmes, et l'exclusion des individus trans de telles pratiques. Aussi, certaines groupes séparatistes excluent les personnes trans, souvent au motif que les individus non transgenres partagent certaines qualités spirituelles dérivées du sexe génétique ou biologique. Dianic Wicca constitue un exemple de tels groupes séparatistes.

## Religions antiques

### Mythologie grecque
Le dieu patron des personnes intersexes et transgenres est Dionysos, qui est un dieu en gestation dans la cuisse de son père Zeus, après que sa mère soit morte submergée par la vraie forme de Zeus. Aphrodite était androgyne ; le culte religieux comprenait le travestissement des fidèles, dans la mythologie il est devenu plus tard connu sous le nom d'Hermaphrodite, le fils d'Hermès et d'Aphrodite qui a fusionné corps avec la nymphe de l'eau Salmacis, le transformant en un être androgyne. En Phrygie, il y avait Agdistis, un être hermaphrodite créé lorsque Zeus avait involontairement imprégné Gaïa. Les dieux craignaient qu'Agdistis et Dionysus la castre ; elle est alors devenue la déesse Cybèle.

### Mythologie scandinave
Dans la mythologie scandinave, les dieux nordiques étaient capables de changer de sexe à volonté, par exemple Loki, se déguisait souvent en femme et a donné naissance à un poulain quand il était sous la forme d'une jument blanche, après une rencontre sexuelle avec l'étalon Svadilfari. La comparaison d'un homme avec une femme en état de procréer était une insulte courante en Scandinavie, et la suggestion selon laquelle Loki pourrait être bisexuel a été considérée comme une insulte.

### Mythologie égyptienne
La fécondité humaine est un aspect majeur de la mythologie égyptienne, et elle a souvent été comparé à la fertilité des cultures permises par les inondations annuelles du Nil. Ce lien a été montré dans l'iconographie du dieu du Nil Hâpy, et du dieu du delta du Nil dénommé Wadj-wer, qui, bien que de sexe masculin, ils étaient représentés avec des attributs féminins tels que les seins tombants qui symbolisent la fertilité que la rivière permet.

## Lectures supplémentaires
- (en) Noach Dzmura, Balancing on the Mechitza: Transgender in Jewish Community, North Atlantic Books, 2014 (ISBN 978-1-58394-971-9, lire en ligne)

- Identité de Genre dans le discours halakhique par Charlotte Fonrobert, partie Jewish Women: A Comprehensive Historical Encyclopedia
- Transitional Belief: Christianity as Viewed through the Lens of a Transgender Believer by Mr. Ashley Ford (Jul 12, 2013)